# Fredede bygninger i Hvidovre Kommune
Denne liste over fredede bygninger i Hvidovre Kommune viser alle fredede bygninger i Hvidovre Kommune, bortset fra kirker. Listen bygger på data fra Kulturarvsstyrelsen.
| Sagsnavn                   | Komplekstype | Opførelsesår | Adresse                                       | Koordinater                                   | Fredningsår (1. fredning) | ID (Link til Kulturarv.dk) | Billede     |
| -------------------------- | ------------ | ------------ | --------------------------------------------- | --------------------------------------------- | ------------------------- | -------------------------- | ----------- |
| Avedøre Flyveplads (tidl.) |              | 1918         | Gammel Køge Landevej 580, 2660 Brøndby Strand | 55°37′03″N 12°26′29″Ø / 55.61746°N 12.44139°Ø |                           | 167-126960-1               | Upload foto |
| Avedøre Flyveplads (tidl.) |              | 1918         | Gammel Køge Landevej 580, 2660 Brøndby Strand | 55°37′03″N 12°26′29″Ø / 55.61746°N 12.44139°Ø |                           | 167-126960-2               | Upload foto |
| Hvidovre Rytterskole       |              | 1722         | Hvidovre Kirkeplads 1, 2650 Hvidovre          | 55°39′24″N 12°28′22″Ø / 55.65669°N 12.47275°Ø |                           | 167-34632-1                | Upload foto |